# Poulpe à la galicienne
Pour les articles homonymes, voir Poulpe et Galice (homonymie).
Le poulpe à la galicienne (en galicien : polbo á feira, en espagnol : pulpo a la gallega) est une spécialité culinaire régionale traditionnelle de la cuisine galicienne, étendue à la cuisine espagnole, à base de poulpe, huile d'olive, et paprika ou piment. Il est servi en particulier en tapas et plat de fête de ferias, romerías, foires, fêtes folkloriques ou pélerinages de Galice et du Bierzo (province de León) d'où son nom « polbo á feira, ».

## Histoire
En Galice, o pulpo á feira est un plat typique de la cuisine galicienne régionale, au Nord-Ouest de l'Espagne. Dans la tradition qui s'est maintenue jusqu'au milieu du XXe siècle, il est cuit entier au court-bouillon dans des chaudrons en cuivre et servi avec du gros sel, de l'huile d'olive et saupoudré de paprika (ou de piment) dans des assiettes en bois, parfois accompagné de cachelos (pomme de terre au paprika et à l'huile d'olive de Galice).  

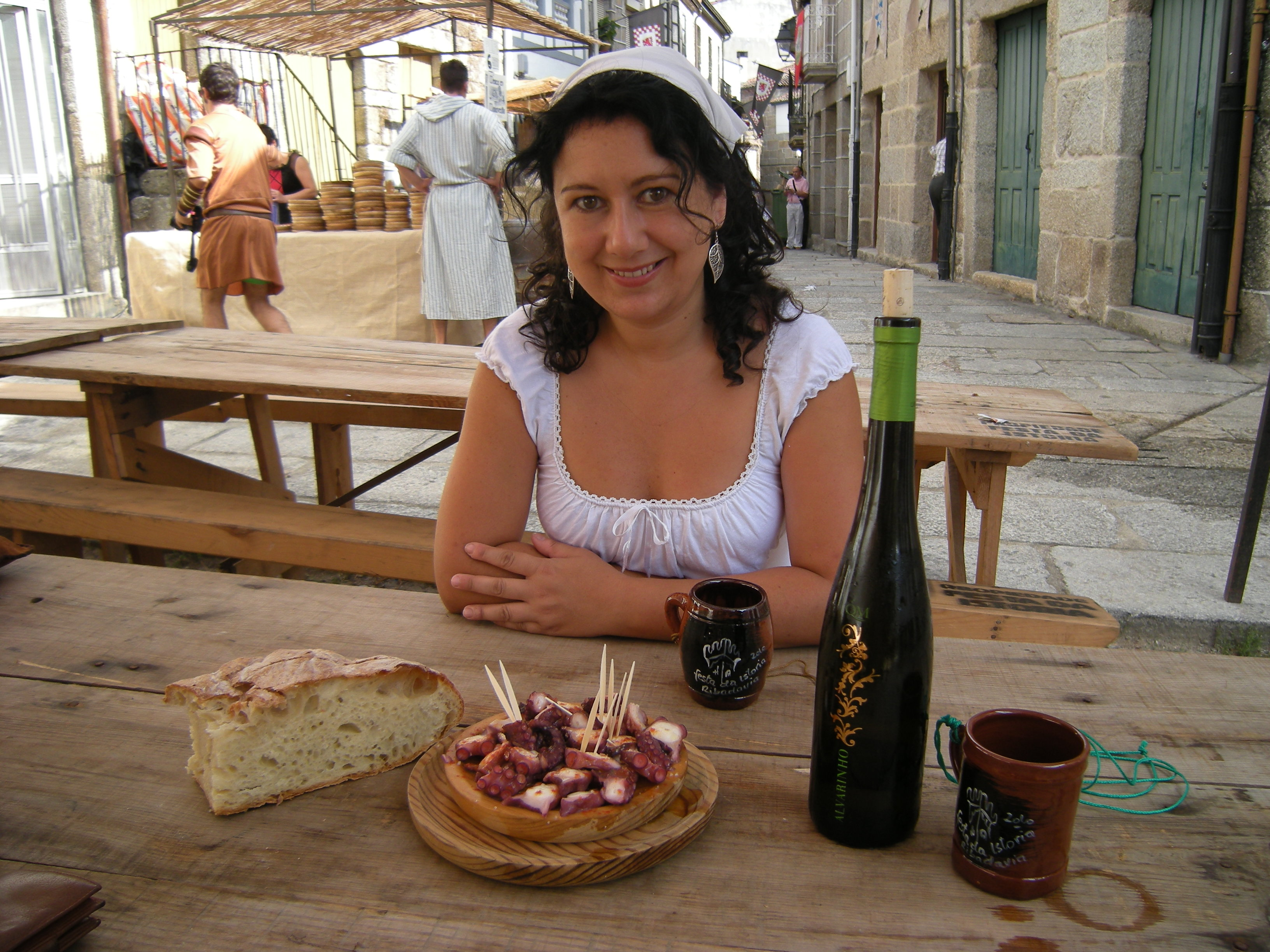
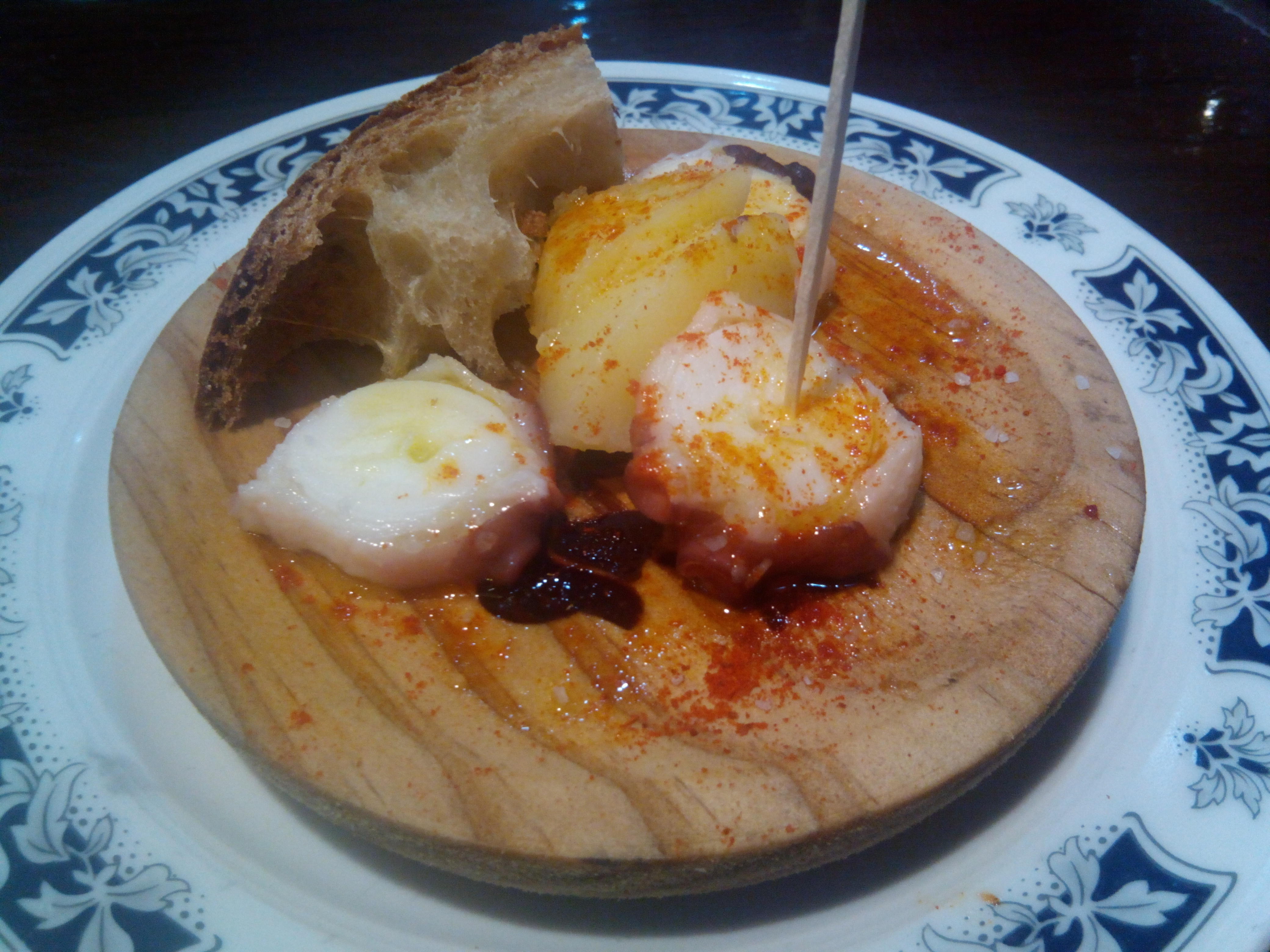
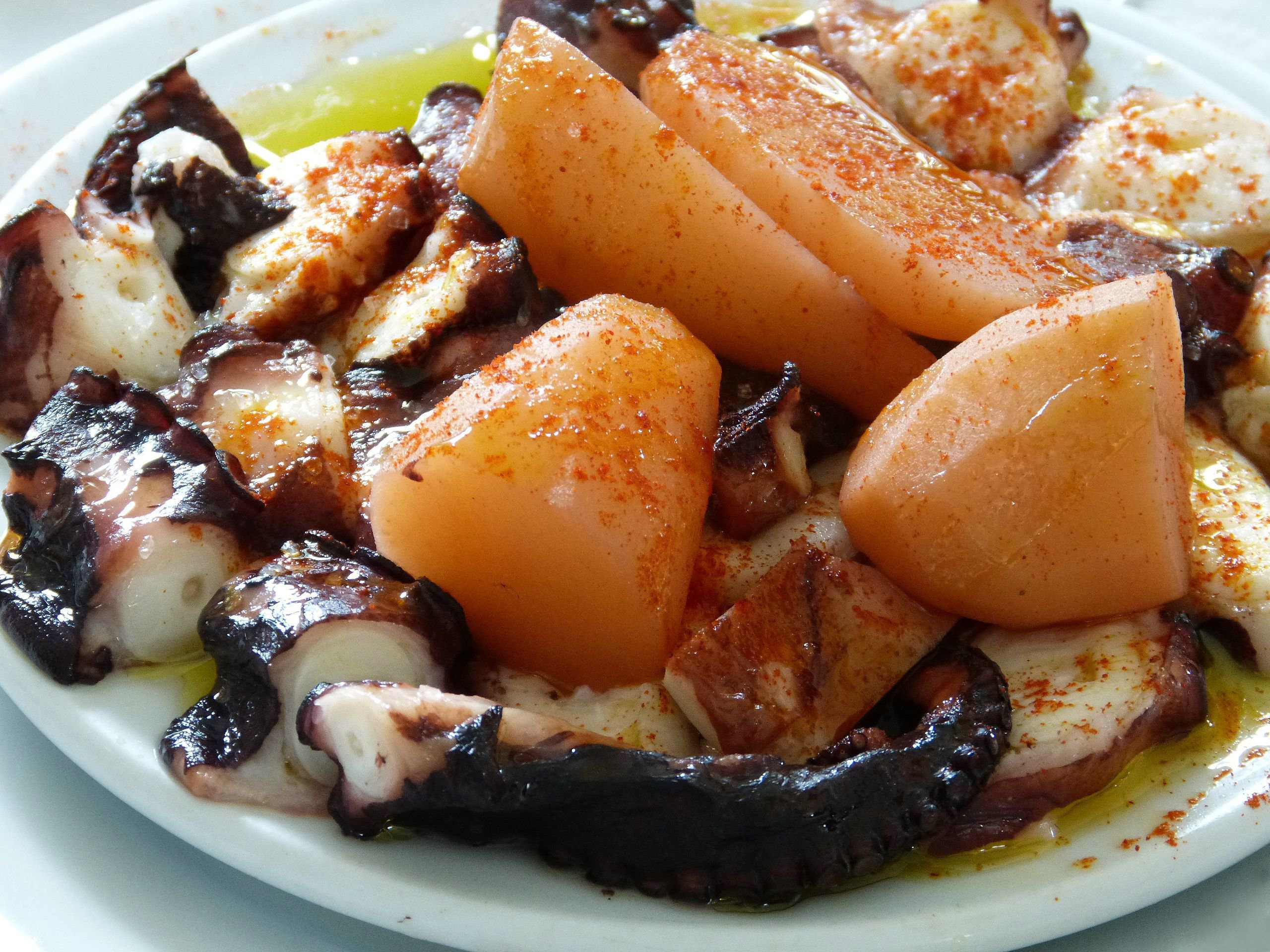

En Argentine, et plus particulièrement dans la région centrale de Buenos Aires et des provinces de Buenos Aires et de Santa Fe, ce plat est particulièrement consommé pendant la période de jeûne de Carême de la Semaine sainte, pour respecter la tradition catholique de ne pas manger de viande à cette période.

## Préparation
Le plat est composé de poulpe cuit longuement au court-bouillon (de préférence dans une cocotte en cuivre) pour en attendrir la chair ; afin de l'assouplir, le poulpe est parfois congelé la veille ou martelé. En règle générale, la cuisson se fait en trois fois, c'est-à-dire que le poulpe est plongé dans l'eau bouillante et retiré trois fois de suite. Cette technique permet de mieux boucler les tentacules et de conserver la peau après cuisson. Ensuite, le poulpe cuit dans de l'eau bouillante pendant environ une demi-heure, au proratas de son poids.

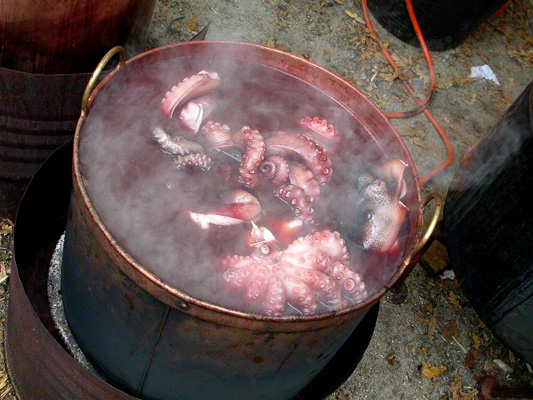
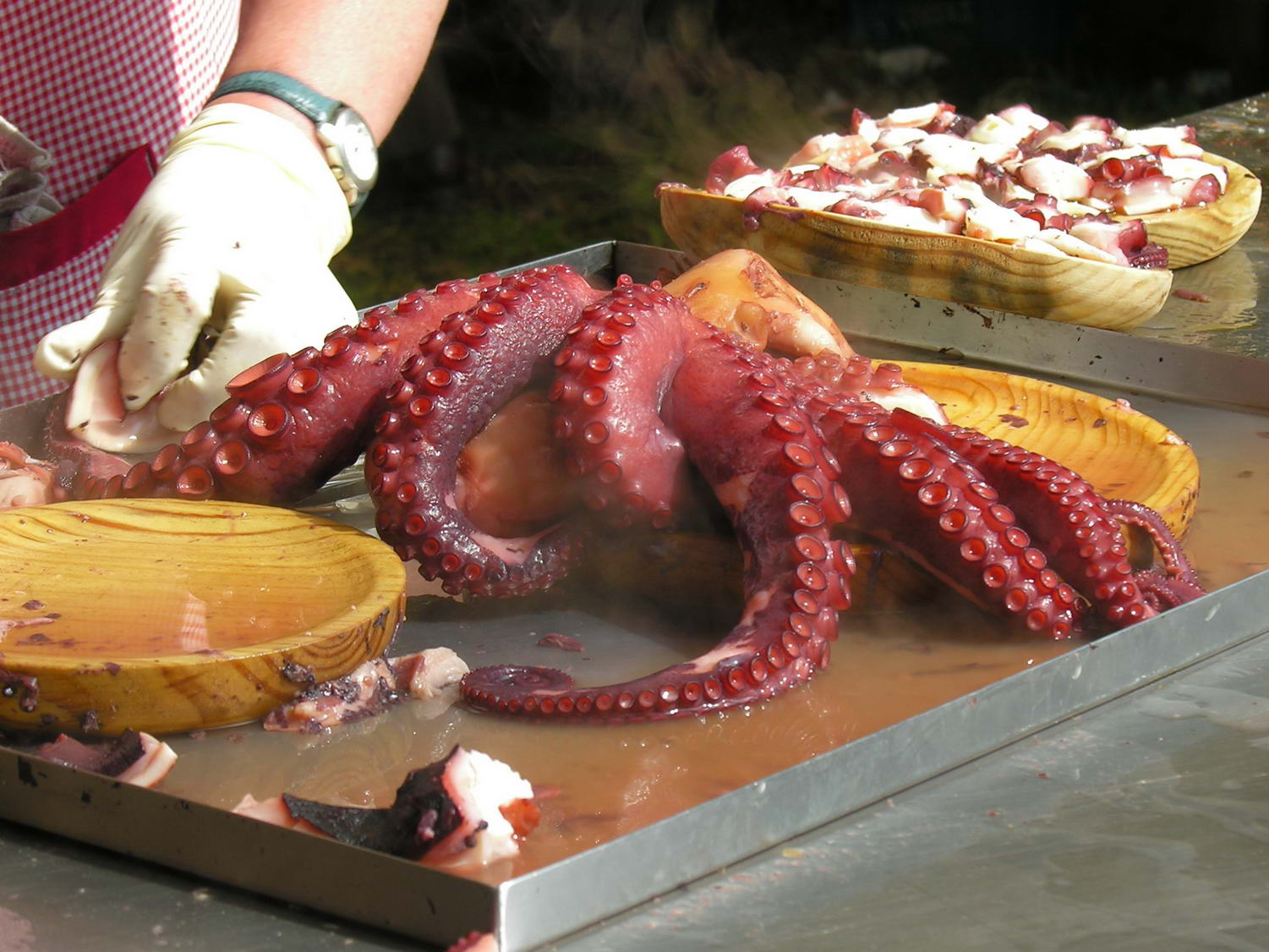
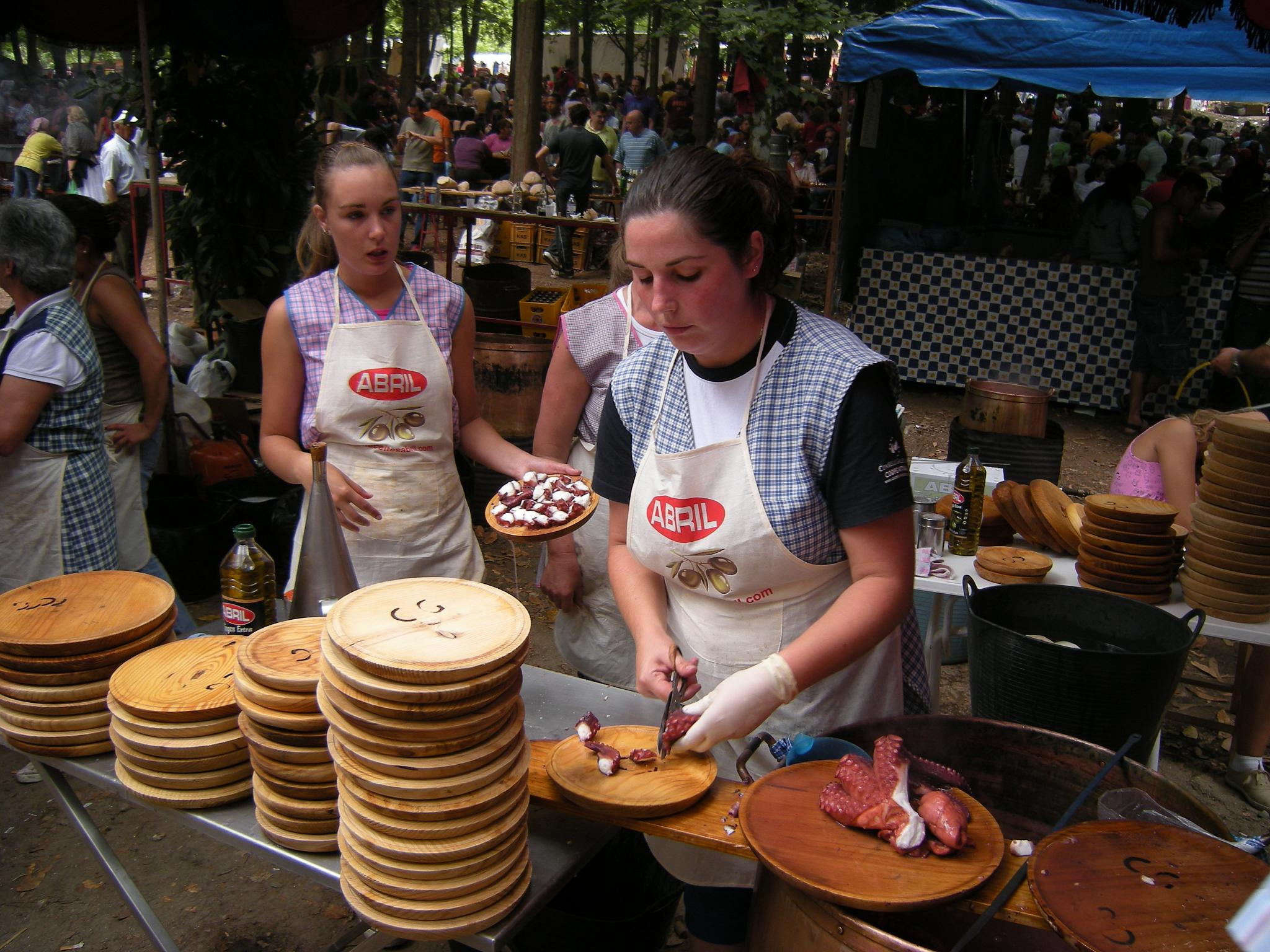
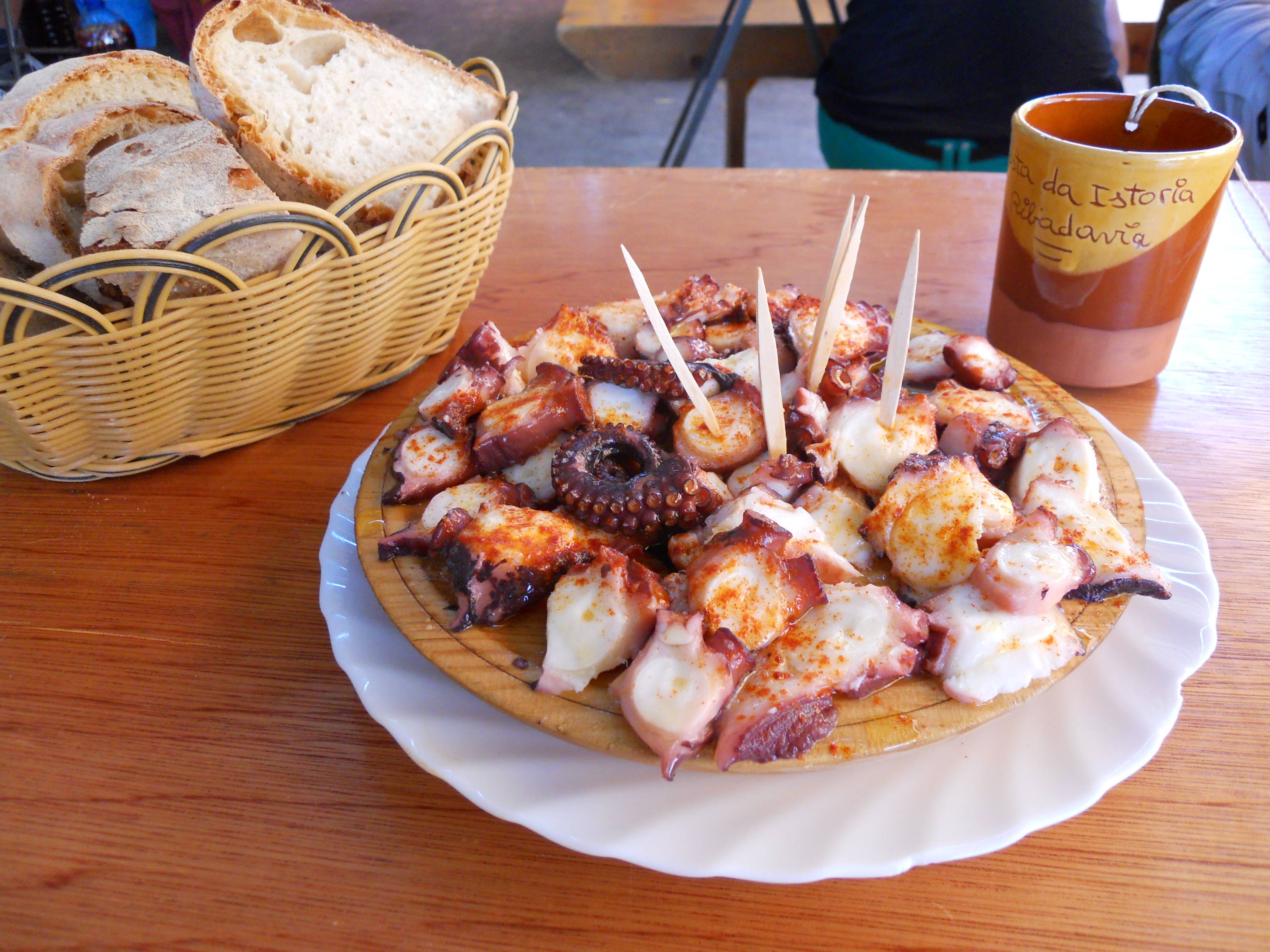
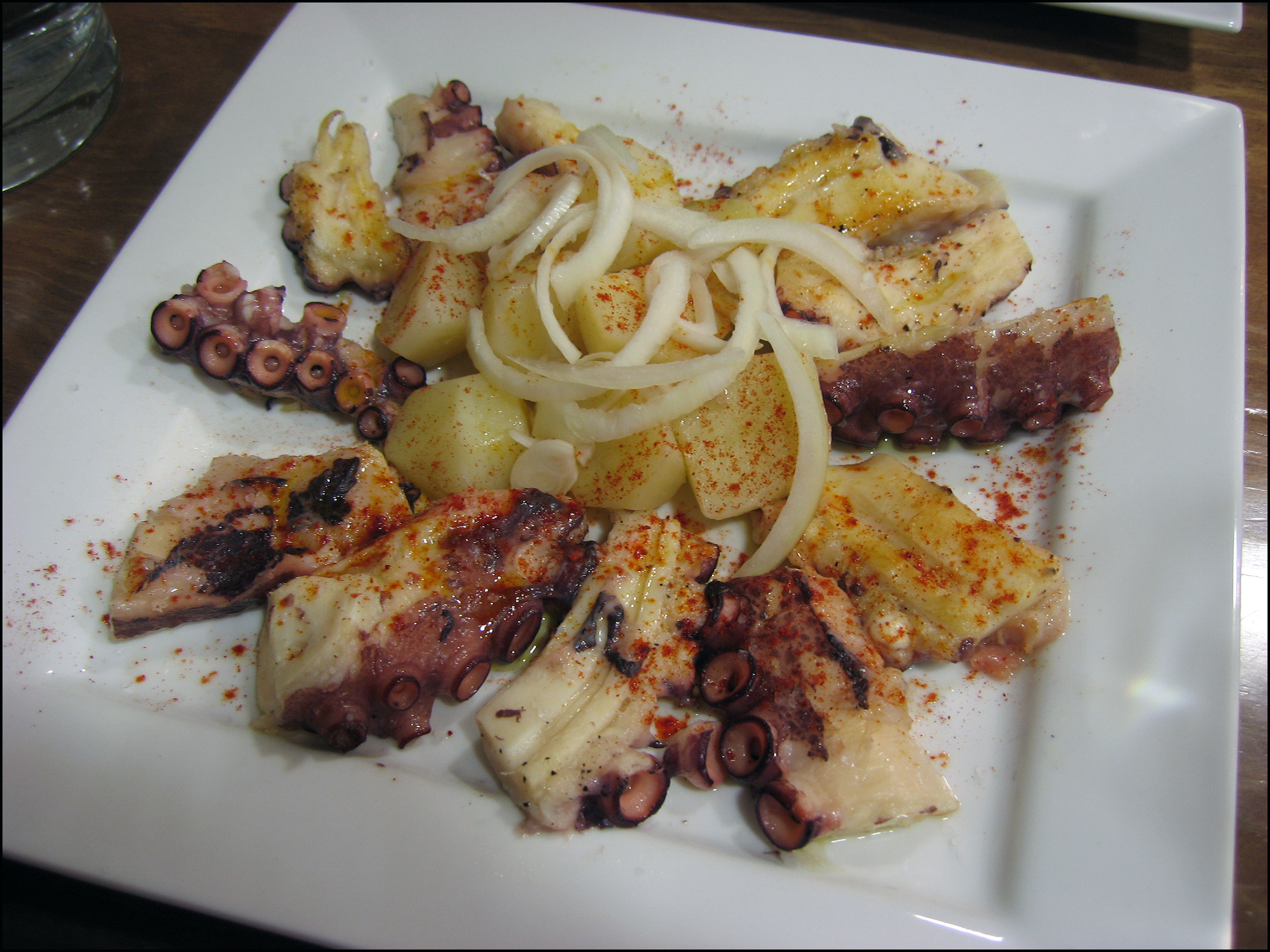
Polbo con cachelos.

Comme le poulpe apprêté correctement conserve sa peau, il convient de le laisser reposer un quart d'heure avant de le servir. Il est traditionnel que les jours de fêtes, des femmes (surnommées polbeiras) se retrouvent à l'extérieur pour faire cuire le poulpe dans des cocottes en cuivre. Certains villages dédient un dimanche par mois à ce mets, particulièrement dans la province d'Ourense où il est proposé dans la rue à tous les habitants.
Après la cuisson, le poulpe est coupé en rondelles d'un centimètre d’épaisseur avant d'être servi saupoudré de paprika ou de piment, accompagné de pommes de terre cuites avec la peau et présentées coupées en deux (cachelos). Le poulpe à la galicienne peut aussi être servi en tranche sur une planche de bois, recouvert d'huile d'olive et assaisonné de paprika et de fleur de sel ; dégustés avec des cure-dents (palillos).

## Festival du poulpe d'O Carballiño
La ville d'O Carballiño de la province d'Ourense en Galice, est considérée comme la capitale du polbo a feira, avec sa Fiesta del Pulpo de Carballino (es) annuelle, du deuxième dimanche d'août, déclarée d'intérêt touristique international, avec environ 100 000 visiteurs et environ 50 tonnes de polbo a feira consommés par jour.